# Augustin-Marie Le Danois
Pour les articles homonymes, voir Le Danois.
Augustin-Marie Le Danois, marquis de Cernay, né le 4 mai 1710 et mort le 18 juillet 1784, est un des premiers entrepreneurs du charbon français. Seigneur haut-justicier, il a fait valoir ses droits sur la concession du vicomte Jean-Jacques Desandrouin et de Pierre Taffin, et a obtenu la concession de Raismes et y a notamment ouvert, sur Anzin, la fosse de Raismes après avoir fondé la société houillère de Raismes.
Philanthrope, il fait bâtir l'église de Raismes. En 1757, il est un des protagonistes lors de la création de la Compagnie des mines d'Anzin. Le château dans lequel il a habité a été détruit lors de la révolution française. Sa petite-fille épouse le prince Auguste Marie Raymond d'Arenberg.

## Biographie

### Ascendance
Augustin-Marie Le Danois, marquis de Cernay, seigneur de la paroisse de Raismes, sous le nom duquel s'est formée la Compagnie de Raismes, appartient à l'une des plus anciennes familles de France. Les historiographes du temps en font remonter l'origine aux anciens rois du Danemark qui, chassés de leur pays, seraient venus se fixer en France, sous le règne de Louis Ier, dit le Pieux ou le Débonnaire.
C'est des Le Danois que descendent les comtes de Senlis et les anciens comtes de Guînes. C'est aussi d'une partie de cette famille, résidant en Champagne et en Normandie, que viennent les marquis de Joffreville, les vicomtes de Roucher, et les seigneurs de Novion et de Cernay, alliés aux premières maisons de Lorraine et des Pays-Bas. En 1208, un Le Danois sert dans les armées de Charles V. En 1295, on en compte un autre parmi les chevaliers qui accompagnent le comte d'Harcourt, grand amiral de France, dans la guerre contre les Anglais.
En 1560, la seigneurie de Raismes appartient à la famille Rolin, l'une des branches de la famille de Luxembourg. Elle est, du chef de son père, grande maréchale, grande vénéresse et première vicomtesse héréditaire du Hainaut. Elle épouse en cette année 1560, à Saint-Germain-en-Laye, Charles Le Danois, comte de Cernay. Le roi Henri IV, qui reconnaît Jeanne de Rolin pour sa parente, lui donne la main pour la conduire à l'autel. De ce mariage est né Jean-Philippe Le Danois, comte de Cernay, lieutenant-gouverneur de la ville et château de Rocroy. Il a eu pour fils Charles-Joseph Le Danois, comte, puis marquis de Cernay. Celui-ci, qui est maréchal-de-camp, commandant les chevau-légers de Berry, meurt en 1734. Il avait épousé Marie Gillette d'Estourmel, de laquelle il a eu Augustin-Marie Le Danois.

### Naissance
Augustin-Marie Le Danois, marquis de Cernay, né le 4 mai 1710 est seigneur haut-justicier de la paroisse de Raismes. Cette paroisse comprend la Petite Franche-Forêt et la Grande Forêt de Raismes ; cette dernière, divisée en deux parties, parfois séparées, alors réunies entre les mains du marquis de Cernay. 

### Carrière
Augustin-Marie est commandeur de l'ordre royal et militaire de Saint-Louis, en 1748. Lieutenant-général des armées du roi en 1749, il a été fait gouverneur du Quesnoy en 1762 et créé grand-croix.
En 1754, il s'est trouvé à la tête de la société houillère de Raismes, qui ouvre en 1855 la fosse de Raismes, à Anzin. Ses coassociés sont Pierre-Joseph Laurent ; Ramsault de Raulcourt, chevalier de Saint-Louis, ingénieur du roi en Hainaut ; Renault, maître de forges à Cousolre, en Hainaut ; Mauroy, directeur et receveur-général des domaines du roi, en Hainaut ; Lamolinary, propriétaire de la manufacture de porcelaine de Valenciennes, et MM. Lelong, Bénoit, Darlot et Ravenau. Cette compagnie rivale a mené une lutte acharné contre la Compagnie Desandrouin, et celle-ci se termine par la création de la Compagnie des mines d'Anzin. Le marquis de Cernay a été fait régisseur de cette dernière compagnie, et cette fonction a été déclarée comme héréditaire dans sa famille, comme dans celle du duc de Croy. Le marquis de Cernay n'est pas seulement un grand seigneur, il doit le respect dont il est entouré à ses qualités personnelles. Il a fait bâtir l'église de la paroisse. Le dessus de la porte de l'église porte cette mention : « De cernay me locat, beatœ mariœ et beato nicolao dicat ».

### Mort
Le marquis de Cernay meurt le 18 juillet 1784. Il avait eu un bras emporté par un boulet, à la bataille de Lauffeld, en 1745. Le bruit a couru qu'on lui avait substitué un bras d'argent, et que ce bras était enterré avec lui. Des voleurs sont venus de nuit pour l'enlever, mais ne le trouvant pas, ils ont pris le cercueil qui était fait de plomb ;arrêtés aux portes de Valenciennes, ils ont été jugés et condamnés. Le marquis de Cernay et sa petite-fille reposent dans le chœur de l'église de Raismes, à gauche en entrant. Dans l'endroit réservé  la famille, sur un marbre blanc surmonté d'une petite croix, on lit « Ici repose, dans l'église de Raismes, François-Marie Le Danois, marquis de Cernay, etc., maréchal héréditaire du Hainaut, lieutenant-général des armées du roi, grande crois de l'Ordre royal et militaire de Saint-Louis, gouverneur des ville et château du Quesnoy, né le 4 mai 1710, décédé le 17 juillet 1784. Sa vie fut consacrée au service de son pays et de son roi, sa fortune au soulagement des malheureux. À sa dépouille mortelle, la piété filiale a réuni celle de l'héréditaire de son nom et de ses vertus, Marie-Françoise-Ursule-Augustine Le Danois de Cernay, épouse de très-haut et très-puissant prince Auguste Marie Raymond d'Arenberg, etc., née le 4 septembre 1757, décédée le 12 septembre 1810. Aux dons les plus rares de l'esprit, elle joignait toutes les grâces de la modestie, une piété éclairée, une vertu douce, une inaltérable bonté. Priez pour celle que le pauvre n'implorera jamais en vain ».

### Postérité
Du château qu'il habite, et qui a été vendu lors de la Révolution, il ne reste absolument rien en 1850 à part une décoration de jardin, située dans la portion qui fait partie de la propriété de M. Baudrin, maire de la commune.
Le marquis de Cernay a eu la douleur de survivre à sa fille unique qu'il a eu de son mariage avec Jeanne-Françoise Colette de la Pierre, fille du marquis de Bousies, Pair du Cambrésis. Cette fille, Marie-Françoise-Colette de Cernay, née en 1739, a épousé en premières noces François-Joseph Le Danois, marquis de Joffreville, son parent, et en secondes noces, le comte de Puységur, colonel du régiment de Normandie. Elle a eu de son premier mariage une fille unique qui a été élevée par son grand-père.
Marie-Françoise-Augustine-Ursule Le Danois, marquise de Cernay, du chef de sa mère et de son grand-père Augustin-Marie, née en 1757, épouse le 23 novembre 1774 au château de Raismes, le prince d'Arenberg, comte de la Marck.